# Gumtow
Gumtow er en kommune i den sydøstlige del af Landkreis Prignitz i den tyske delstat Brandenburg.

## Bydele og bebyggelser
Gumtow er en sammenslutning af 16 kommuner i det tidligere Amt Gumtow :
- Barenthin
- Dannenwalde
- Demerthin
- Döllen
- Görike
- Granzow
- Groß Welle
- Gumtow
- Kolrep
- Kunow, til Kunow hører bebyggelserne Beckenthin og Krams.
- Schönebeck
- Schönhagen
- Schrepkow
- Vehlin
- Vehlow
- Wutike